# Белия зъб
Вижте пояснителната страница за други значения на Белия зъб.
„Белия зъб“ (на английски: White Fang) е роман на американския писател Джек Лондон, публикуван през 1906 година. Това е един от най-известните романи на Джек Лондон.

## Сюжет
В ледената пустош на Юкон, Канада, Бил и Хенри доставят ковчег за форт Макгъри. Пътешествениците са преследвани от глутница изгладнели вълци, които успяват да разкъсат три от шестте им кучета от впряга. Жертвите са примамвани от червеникава вълчица, полувълк полукуче. Бил изчезва, като хуква с пушката след поредното примамено куче. Хенри продължава сам. Вълците стават все по-смели. Последните кучета са разкъсани и пътникът се предава. Неочаквано шестима мъже се появяват и спасяват живота на Хенри.
Изгладнялата глутница издирва нова плячка. След насищането със стадо елени, групата се разделя. Вълчицата и нейния партньор Едноокия продължават съвсем сами. По-нататък романът проследява живота на Белия зъб – кучето с вълча кръв – отгледано от индианци по време на златната треска в Аляска, то е продадено на белите и обучено да участва в бой с кучета. Спасено е от Уийдън Скот, на когото служи до края на живота си.

## Персонажи
- Киче – женски полувълк/полукуче, майка на Белия зъб. Позната е още като Вълчицата.
- Едноокия – стар вълк, баща на Белия зъб. Има само едно око – лявото.
- Хенри – авантюрист, участващ в първата част на романа. Оцелява от преследването с глутницата.
- Бил – авантюрист. Взима участие в първата част, заедно с Хенри. Той е изяден от глутницата изгладнели вълци.

## Издания на бълг. ез.
- 1956. София. Изд: „Народна младеж“. Биб: „Приключения и научна фантастика“, №12. Твърди корици.[1]
- 1968. София. Изд: ЦК на ДКМС „Народна младеж“. Биб: „Любими книги и герои“ №53. худ: Иван Стоилов. Твърди корици.[2]
- 1972. София. Изд: „Народна култура“. Биб: „Четиво за юноши“. худ: Александър Денков. Твърди корици.[3]